# Sten Nilsson Bielke

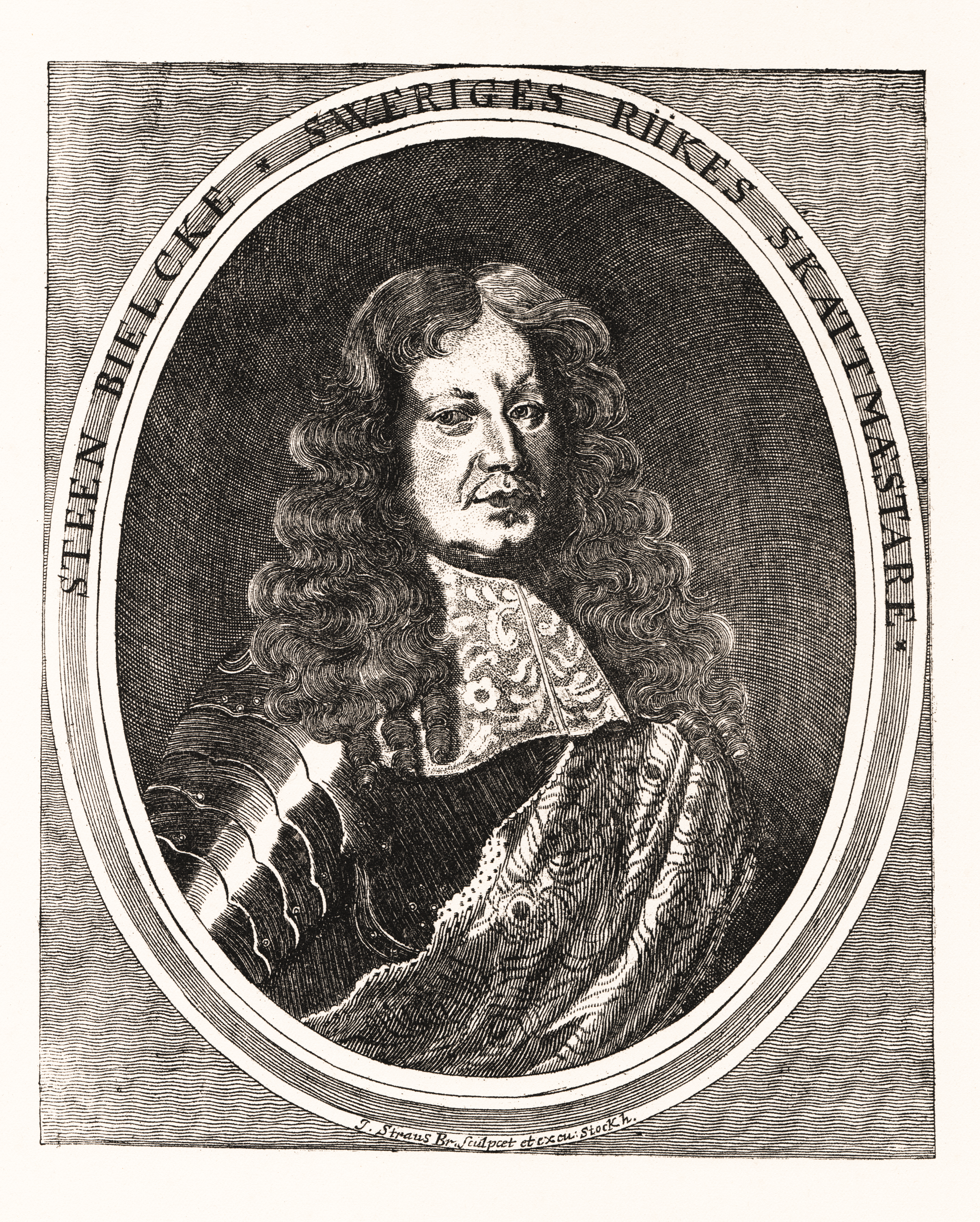

Sten Nilsson Bielke, auch Sten Bielke, Steno Bielke oder Sten Bjelke (* 8. August 1624 in Åbo; † 8. September 1684 in Stockholm), war ein schwedischer Staatsmann.

## Leben

### Herkunft und Familie
Sten war Angehöriger der 1608 in den Freiherrenstand erhobenen und 1792 erloschenen Linie des schwedischen Adelsgeschlechts Bielke. Seine Eltern waren Nils Turesson Bielke (1569–1639) und Ingeborg Oxenstierna (1581–1661). Er war zuerst 1655 mit Brita, geborene Rosladin (1626–1675) verheiratet, ab 1676 in zweiter Ehe mit Märta, geborene Freiin Sparre (1648–1703). Aus der ersten Ehe sind neun Kinder hervorgegangen.

### Werdegang
Bielke machte eine Studienreise durch Europa und hat währenddessen an den Universitäten Siena und Leiden (1644) studiert. Hiernach bestritt er eine Offizierslaufbahn bei der schwedischen Marine und war 1648 Kapitän der Admiralität. Er avancierte 1652 zum Major sowie 1653 zum Admiral und Admiralitätsrat. Er fand dann für verschiedene diplomatische Missionen Verwendung, so 1655 zum Kaiser und nach Sachsen, 1656/1657 erneut nach Sachsen, war 1658 sowie 1659/1660 Unterhändler in Dänemark und begab sich 1661 als Gesandter nach Polen. Bereits 1660 wurde er außerdem Kanzlerrat. Unter Beibehaltung dieser Stellung war er von 1663 bis 1668 Präsident des Reduktionsausschusses. Im Sommer 1666 begab er sich abermals als Gesandter nach Sachsen. 1669 war er Kanzler der Akademie in Pernau. Nach einigen Zwischenstationen als Beamter in verschiedenen Stellungen wurde er 1673 Lagman in Südfinnland, dem sich weitere verschiedene Funktionen anschlossen.
Bereits 1656 wurde er als Freiherr Sten Nilsson Bielke mit dem Namen „der Hochwehrte“ in die Fruchtbringende Gesellschaft aufgenommen.
Er war Freiherr zu Korpo, Erbherr auf Leals län, Gäddeholm, Gräsö, Mellå, Örboholm und Tånga.